# Rhymogona montivaga
Rhymogona montivaga är en mångfotingart som först beskrevs av Karl Wilhelm Verhoeff 1894.  Rhymogona montivaga ingår i släktet Rhymogona och familjen knöldubbelfotingar.

## Underarter
Arten delas in i följande underarter:
- R. m. alemannica
- R. m. cervina
- R. m. hessei
- R. m. serrata
- R. m. verhoeffi
- R. m. wehrana